# Deborah Birx
Deborah Leah Birx (Pensilvânia, 4 de abril de 1956) é uma médica e diplomata norte-americana especializada em imunologia contra o Vírus da imunodeficiência humana (HIV), e pesquisa de vacinas e saúde global. Em março de 2020, atuou como Coordenadora de Resposta ao novo coronavírus da Força-Tarefa da Casa Branca.

## Obras e publicações
- Birx DL, Redfield RR, Tosato G (3 de abril de 1986). «Defective Regulation of Epstein–Barr Virus Infection in Patients with Acquired Immunodeficiency Syndrome (AIDS) or AIDS-Related Disorders». New England Journal of Medicine. 314 (14): 874–879. PMID 3005862. doi:10.1056/NEJM198604033141403
- Redfield RR, Birx DL, Ketter N, Tramont E, Polonis V, Davis C, Brundage JF, Smith G, Johnson S, Fowler A (13 de junho de 1991). «A Phase I Evaluation of the Safety and Immunogenicity of Vaccination with Recombinant gp160 in Patients with Early Human Immunodeficiency Virus Infection». New England Journal of Medicine. 324 (24): 1677–1684. PMID 1674589. doi:10.1056/NEJM199106133242401
- Wolfe ND, Heneine W, Carr JK, Garcia AD, Shanmugam V, Tamoufe U, Torimiro JN, Prosser AT, Lebreton M, Mpoudi-Ngole E, McCutchan FE, Birx DL, Folks TM, Burke DS, Switzer WM (23 de maio de 2005). «Emergence of unique primate T-lymphotropic viruses among central African bushmeat hunters». Proceedings of the National Academy of Sciences. 102 (22): 7994–7999. PMID 15911757. doi:10.1073/pnas.0501734102
- Rerks-Ngarm, Supachai; Pitisuttithum, Punnee; Nitayaphan, Sorachai; Kaewkungwal, Jaranit; Chiu, Joseph; Paris, Robert; Premsri, Nakorn; Namwat, Chawetsan; de Souza, Mark; Adams, Elizabeth; Benenson, Michael; Gurunathan, Sanjay; Tartaglia, Jim; McNeil, John G.; Francis, Donald P.; Stablein, Donald; Birx, Deborah L.; Chunsuttiwat, Supamit; Khamboonruang, Chirasak; Thongcharoen, Prasert; Robb, Merlin L.; Michael, Nelson L.; Kunasol, Prayura; Kim, Jerome H. (3 de dezembro de 2009). «Vaccination with ALVAC and AIDSVAX to Prevent HIV-1 Infection in Thailand». New England Journal of Medicine. 361 (23): 2209–2220. PMID 19843557. doi:10.1056/NEJMoa0908492
- Abdool Karim Q, Baxter C, Birx D. «Prevention of HIV in Adolescent Girls and Young Women». JAIDS Journal of Acquired Immune Deficiency Syndromes. 75: S17–S26. PMID 28398993. doi:10.1097/QAI.0000000000001316
- Raizes E, Hader S, Birx D (15 de novembro de 2017). «The US President's Emergency Plan for AIDS Relief (PEPFAR) and HIV Drug Resistance: Mitigating Risk, Monitoring Impact». The Journal of Infectious Diseases. 216 (suppl_9): S805–S807. doi:10.1093/infdis/jix432
- Nkengasong JN, Mbopi-Keou FX, Peeling RW, Yao K, Zeh CE, Schneidman M, Gadde R, Abimiku A, Onyebujoh P, Birx D, Hader S. «Laboratory medicine in Africa since 2008: then, now, and the future». The Lancet Infectious Diseases. 18 (11): e362–e367. PMID 29980383. doi:10.1016/S1473-3099(18)30120-8